# Aina Weissglas
Aina Weissglas, född 31 mars 1917 i Stockholm, död 9 december 2016 i Uppsala, var en svensk målare.
Hon var dotter till med. dr. Henry Osiier och Carla Frederikke Höhne och mellan 1936 och 1958  gift med apotekaren Edward Wilhelm Weissglas. Hon studerade Berggrens målarskola i Stockholm och Académie de la Grande Chaumière i Paris samt genom självstudier under resor till Frankrike, Schweiz och Italien. Tillsammans med Jean Carlbrand ställde hon ut i Kiruna 1952 och hon deltog i en utställning med Kirunakonstnärer i Boden samt Kirunamässan, hon medverkade i samlingsutställningar med Kiruna konstgille. Hennes konst består av porträtt och landskapsmotiv utförda i olja, akvarell, krit- och tuschteckningar.